# Jávor István (szociológus)
Jávor István (Szeged, 1954. február 28. – Budapest, 2017. január 23.) magyar szociológus, korrupciókutató, és az ELTE Társadalomtudományi Kar tanára.

## Életpályája
1990-től az Eötvös Loránd Tudományegyetemen a Társadalomtudományi Kar szociológiai tanszékének munkatársaként szervezetszociológiát tanított. A szakma kiemelkedő tiszteletnek örvendő képviselője volt. A 2010-es években a korrupciókutatás nemzetközileg is elismert szakértője lett. Jancsics Dáviddal közösen írt egyik tanulmányával 2014-ben elnyerte az egyesült államokbeli Academy of Management állami és nonprofit szekciójának az előző év legjobb folyóiratcikkéért járó díját.